# Раднево
Ра́днево (болг. Раднево) — місто в Старозагорській області Болгарії. Адміністративний центр общини Раднево.

## Населення
За даними перепису населення 2011 року у місті проживали 12 854 особи.
Національний склад населення міста:
| Національність   | Кількість осіб | Відсоток |
| ---------------- | -------------- | -------- |
| болгари          | 11086          | 93,0%    |
| цигани           | 713            | 6,0%     |
| турки            | 46             | 0,4%     |
| інша             | 28             | 0,2%     |
| не визначились   | 45             | 0,4%     |
| Всього відповіли | 11918          |          |

Розподіл населення за віком у 2011 році:
Динаміка населення:

## Відомі уродженці
- Надія Драгова (* 1931) — болгарська філолог, письменниця, драматург і культуролог.
- Димитр Драгієв Колєв (1869—1943) — болгарський політичний діяч Болгарського землеробського народного союзу, лідер його поміркованого крила на початку ХХ століття, прихильник ідеї толстистів про ненасилля у житті.
- Сільвія Дечева Младенова (нар.. 1978), більш відома як Сільвія) — болгарська поп-фолк-співачка.